# 業務提供誘引販売取引
業務提供誘引販売取引（ぎょうむていきょうゆういんはんばいとりひき）は、「特定商取引に関する法律」（特定商取引法）第51条で定義される、以下のような条件を全て満たす取引である。
- 業者が販売する広義の商品又は提供する役務を利用する業務により、顧客に対して利益（「業務提供利益」という）が得られるとして誘引（勧誘）する。
  - 但し、この「業務」は、業者が自ら提供する業務、又は、業者があっせんした業務に限られる。
- 顧客に何らかの金銭的負担（「特定負担」という）がある。
- 広義の商品の販売若しくはそのあっせん、又は、役務若しくはそのあっせんに係る取引（取引条件の変更を含む）である。

ここで、「広義の商品」としているものは、物品の他に、施設利用権、役務の提供を受ける権利を含んだものである。
業務提供誘引販売取引の例をいくつか示す。
- ○○士の資格試験対策講座を受講して資格を得れば、業者がその資格を要する業務をあっせんする。
- 名簿を購入してダイレクトメールの宛名書をする。そのダイレクトメールを読んだ人が、商品を購入すると、業者から収入が得られる。
- 業者より浄水器を購入してモニター会員になる。モニター会員は、浄水器に関するアンケートや感想文を出したりすると、業者からモニター料が支払われる。

1990年代後半頃より、こうした業務提供利益を謳った販売事業者が顧客に商品販売を行い、（高額な場合は割賦販売ローンのこともある）契約締結に至った後に、商品販売契約に含まれる業務提供利益が明白でなく、それらを享受できない、または享受する事が困難であるなど、商品販売時の説明より著しい相違のある販売事業者の勧誘方法が問題視された背景により、景品表示法などと同種の法令制定として、2001年6月から特定商取引法の規制対象とした「業務提供誘引販売取引」とした、次のような販売事業者の遵守及び制限事項を設けた内容が定められた。
- 契約締結前や契約締結時の書面交付の義務付け
- 広告への一定事項の表示の義務付けや誇大広告の禁止
- 不適切な勧誘行為の禁止（不実告知、威迫困惑行為等）
- クーリングオフは20日間(一般の訪問販売は8日間)

## 特定商取引法に基いた説明
この章では、特定商取引法に基いて、業務提供誘引販売取引に関する用語や行為規制などについて説明する。
また、説明中、平成16年11月4日付の各経済産業局長及び内閣府沖縄総合事務局長あて通達「特定商取引に関する法律等の施行について」を引用している部分がある。この通達は、本稿では単に「通達」と記す。

### 特定負担とは
「特定負担」とは、商品の購入若しくはその役務の対価の支払又は「取引料」の提供をいう。
（ここで「取引料」とは、取引料、登録料、保証金その他いかなる名義をもってするかを問わず、取引をするに際し、又は取引条件を変更するに際し提供される金品をいう。）
結局、「特定負担とは、業務提供誘引販売取引に伴い顧客が負うあらゆる金銭的な負担」(通達）ということになる。

### 業務提供利益とは
本稿、冒頭部参照。

### 業務提供誘引販売取引とは
本稿、冒頭部参照。

### 禁止行為
- 業務提供誘引販売取引業を行う者は、無店舗個人との契約の締結について勧誘をするに際し、又は契約の解除を妨げる為に次のことをしてはならない。
  - 故意の事実不告知
  - 不実告知

なお、事実不告知、又は不実告知の対象となる事項については、詳細な規定がある。
- 業務提供誘引販売取引業を行う者は、業務提供誘引販売取引についての無店舗個人との契約を締結させ、又は連業務提供誘引販売取引についての契約の解除を妨げるため、人を威迫して困惑させてはならない。
- 業務提供誘引販売業を行う者は、特定負担を伴う取引についての契約の締結について勧誘をするためのものであることを告げずに営業所、代理店等以外の場所において呼び止めて同行させた者に対し、公衆の出入りする場所以外の場所において、当該業務提供誘引販売業に係る業務提供誘引販売取引についての契約の締結について勧誘（いわゆる「キャッチセールス」）をしてはならない。
- 業務提供誘引販売業を行う者は、特定負担を伴う取引についての契約の締結について勧誘をするためのものであることを告げずに、次の方法で営業所その他特定の場所への来訪を要請し、公衆の出入りする場所以外の場所において当該契約の締結について勧誘（いわゆる「アポイントメントセールス」）をしてはならない。

来訪を要請する方法
- ビラ若しくはパンフレットを配布
- 拡声器で住居の外から呼び掛ける
- 住居を訪問

### 不実告知をしたか否かの合理的な根拠を示す資料の提出
主務大臣は、不実告知をしたか否かを判断するため必要があると認めるときは、その業務提供誘引販売業を行う者に対し、期間を定めて、当該告げた事項の裏付けとなる合理的な根拠を示す資料の提出を求めることができる。
業務提供誘引販売業を行う者が当該資料を提出しないときは、不実告知をしたとみなされる。

### 広告規制
業務提供誘引販売取引業を行う者は、広告をするときは、下記の事項を表示しなければならない。
- 商品又は役務の種類
- 当該業務提供誘引販売取引に伴う特定負担に関する事項
- その業務提供誘引販売業に関して提供し、又はあっせんする業務について広告をするときは、その業務の提供条件
- 業務提供誘引販売業を行う者の氏名又は名称、住所及び電話番号
- 業務提供誘引販売業を行う者が法人であって、「電子情報処理組織」を使用する方法により広告をする場合には、当該業務提供誘引販売業を行う者の代表者又は業務提供誘引販売業に関する業務の責任者の氏名
  - ここで「電子情報処理組織」とは、業務提供誘引販売業を行う者の使用に係る電子計算機と顧客の使用に係る電子計算機とを電気通信回線で接続した電子情報処理組織をいう。
  - 具体的には、「電子情報処理組織を使用する方法により広告」とは、Web、パソコン通信、電子メール等による広告ということになる。
- 商品名

### 誇大広告等の禁止
業務提供誘引販売取引業を行う者は、広告をするときは、誇大広告をしてはならない。
(詳細な規定あり）

### 誇大広告か否かの合理的な根拠を示す資料の提出
主務大臣は、誇大広告か否かを判断するため必要があると認めるときは、その広告表示をした業務提供誘引販売取引業を行う者に対し、期間を定めて当該表示の裏付けとなる合理的な根拠を示す資料の提出を求めることができる。
広告表示をした業務提供誘引販売取引業を行う者が、資料を提出しないときは、誇大広告とみなされる。

### 書面の交付
- 業務提供誘引販売業を行う者は、業務提供誘引販売取引に伴う特定負担をしようとする無店舗個人とその特定負担についての契約を締結しようとするときは、その契約を締結するまでに、概要について記載した書面（「概要書面」）をその者に交付しなければならない。
- 業務提供誘引販売業を行う者は、その業務提供誘引販売業に係る業務提供誘引販売取引についての契約（以下、「業務提供誘引販売契約」という）を締結した場合において、その契約の相手方が無店舗個人であるときは、遅滞なく、その業務提供誘引販売契約の内容を明らかにする書面（「契約書面」）をその者に交付しなければならない。

概要書面、契約書面に記載しなければならない事項は、次の表の通りである。
| 法定記載事項 | 概要書面 | 契約書面 |
| --- | -------- | -------- |
| 業務提供誘引販売業を行う者の氏名又は名称、住所及び電話番号並びに法人にあっては代表者の氏名                                                                                       | ○        | ○        |
| 商品（施設を利用し及び役務の提供を受ける権利を除く。）の種類及びその性能若しくは品質に関する重要な事項又は権利若しくは役務の種類及びこれらの内容に関する重要な事項               | ○        | -        |
| 商品名 | ○        | -        |
| 商品若しくは提供される役務を利用する業務の提供又はあっせんについての条件に関する重要な事項                                                                                       | ○        | -        |
| 当該業務提供誘引販売取引に伴う特定負担の内容 | ○        | -        |
| 契約の解除の条件その他の当該業務提供誘引販売業に係る契約に関する重要な事項 | ○        | -        |
| 割賦販売法上のローン提供業者又は割賦購入あっせん業者への抗弁の対抗ができること(注1)                                                                                              | ○        | ○        |
| 商品（施設を利用し及び役務の提供を受ける権利を除く。）の種類及びその性能若しくは品質又は施設を利用し若しくは役務の提供を受ける権利若しくは役務の種類及びこれらの内容に関する事項 | -        | ○        |
| 商品若しくは提供される役務を利用する業務の提供又はあっせんについての条件に関する事項(注2)                                                                                        | -        | ○        |
| 当該業務提供誘引販売取引に伴う特定負担に関する事項 | -        | ○        |
| 当該契約の解除に関する事項 | -        | ○        |
| 当該業務提供誘引販売業に係る業務提供誘引販売取引についての契約の締結を担当した者の氏名                                                                                           | -        | ○        |
| 契約年月日 | -        | ○        |
| 商品名及び商品の商標又は製造者名 | -        | ○        |
| 特定負担以外の義務についての定めがあるときは、その内容 | -        | ○        |

各記載事項については、その内容、文字サイズ、文字色等といったことが、詳細に規定されている。
(注1)
「業務提供誘引販売業を行う者との間で、クーリングオフや瑕疵担保責任による解除等の抗弁事由がある場合に、ローン提供業者又は割賦購入あつせん業者に対してその事由をもって対抗し、支払請求を拒むことができるという趣旨」(通達）
(注2)
次の各内容の記載が義務づけられている。
- 提供し、又はあつせんする業務の内容
- 一週間、一月間その他の一定の期間内に提供し、若しくはあつせんする業務の回数若しくは時間その他の提供し、又はあつせんする業務の量
- 一回当たり又は一時間当たりの業務に対する報酬の単価その他の報酬の単価が定められている場合には、その単価
- その他の業務提供利益の計算の方法
- 業務提供利益の全部又は一部が支払われないこととなる場合があるときは、その条件
- 業務提供利益の支払の時期及び方法　その他の業務提供利益の支払の条件

また、通達は「重要な契約条件として、詳細かつ明確な記載が求められる。具体的には、業務の内容を示す明確な記述のほか、例えば、「一日当たり○○文字分のワープロ入力業務を1か月に最低○○日間継続して提供する。」というような業務量、「○○文字当たり○○円の報酬を支払う。」というような単価、それらに基づく業務提供利益の計算方法等を、具体的に紛れない表現で表示しなければならない。また、例えば、業務に関して課されるノルマがある場合や事業者の都合で一定の場合に業務を提供しないとか、清書が一定の美しさでないと報酬を支払わないといった条件がある場合にはその内容を具体的に表示することが必要であり、さらに、報酬が支払われる時期・方法等についても、具体的に表示しなければならない。」としている。

### クーリングオフ
- 業務提供誘引販売取引業を行う者が、業務提供誘引販売契約を締結した場合におけるその契約の相手方（無店舗個人に限る。以下「相手方」という。）は、契約書面を受領した日から起算して20日を経過したときを除いて、理由の如何を問わず書面によって業務提供誘引販売契約の解除（クーリングオフ）を行うことができる。
  - 契約の相手方が、契約書面を受領していなければ、いつまでもクーリングオフが可能である。
  - 契約書面に法定の記載事項が欠落していたり内容が虚偽の場合は、「契約書面を受領」とはみなせず、いつまでもクーリングオフが可能である。
- 業務提供誘引販売契約の相手方が、不実告知による誤認や威迫されたことにより困惑して（クーリングオフ妨害により）、上記期間内にクーリングオフを行わなかった場合には、「クーリング・オフ妨害解消のための書面」（その内容には、細かい規定あり）を受領した日から起算して20日を経過したときを除いて、クーリングオフを行うことができる。
  - クーリングオフ妨害があったにもかかわらず、「クーリング・オフ妨害解消のための書面」を受領していなければ、いつまでもクーリングオフが可能である。
- 業務提供誘引販売取引業を行う者は、クーリングオフに伴う損害賠償又は違約金の支払を請求することができない。
- クーリングオフは、その旨の書面を発した時に、その効力を生ずる。
  - （クーリングオフ期間内に、業務提供誘引販売取引業を行う者に対して書面が到達する必要はない。）
- クーリングオフがあった場合において、その業務提供誘引販売契約に係る商品の引渡しが既にされているときは、その引取りに要する費用は、その業務提供誘引販売取引業を行う者の負担となる。
- クーリングオフの規定に反する特約で、その契約の相手方に不利なものは、無効となる。

### 業務提供誘引販売契約の申込み又はその承諾の意思表示の取消し
- 相手方は、不実告知又は故意の事実不告知により誤認し、業務提供誘引販売契約の申込み又は、その承諾の意思表示をしたときは、これを取り消すことができる。
- 上記、取消権は、善意の第三者に対抗することができない。
- 上記、取消権は、追認をすることができるときから6ヶ月間行使しないときは時効により消滅する。契約の締結から5年を経過したときも同様とする。

（複雑な規定があるが、ここでは概略を説明するにとどめた。正確には、法令を参照されたい。）

#### 業務提供誘引販売契約の解除等に伴う損害賠償等の制限
- 業務提供誘引販売業を行う者は、業務提供誘引販売契約が解除されたときは、損害賠償額の予定又は違約金の定めがあるときにおいても、次の金額と、これに対する法定利率による遅延損害金の額を加算した金額を超える額の金銭の支払を相手方に対して請求することができない。
  - 商品又は権利が返還された場合

次の2つのうち高額な方
  -     - 商品の通常の使用料の額又は当該権利の行使により通常得られる利益に相当する額
    - （商品又は権利の販売価格に相当する額）-（商品又は権利の返還された時における価額)

  - 商品又は権利が返還されない場合
    - 商品又は権利の販売価格に相当する額

  - 業務提供誘引販売契約の解除が役務の提供の開始後の場合
    - 提供された役務の対価に相当する額

  - 業務提供誘引販売契約の解除が当該商品の引渡し若しくは当該権利の移転又は当該役務の提供の開始前である場合
    - 契約の締結及び履行のために通常要する費用の額

  - その他の場合
    - 「契約の締結及び履行のために通常要する費用の額」
- 業務提供誘引販売業を行う者は、業務提供誘引販売契約の締結をした場合において、商品の代金又は役務の対価に対する未払いがある場合（業務提供誘引販売契約が解除された場合を除く。）には、損害賠償額の予定又は違約金の定めがあるときにおいても、未払いの金額に法定利率による遅延損害金の額を加算した金額を超える額の金銭の支払を相手方に対して請求することができない。
- 上記の各損害賠償等の制限の規定は、商品又は役務を割賦販売により販売又は提供するものについては、適用しない。